# Ligne 18 du tramway de Budapest
Pour les articles homonymes, voir Ligne 18.
La ligne 18 du tramway de Budapest est une ancienne ligne de transport en commun. Elle circulait entre Moszkva tér et Savoya park, traversant du côté de Buda les quartiers de Tabán, Lágymányos, Kelenföld, Albertfalva et Budafok. Sa desserte a été reprise le 16 janvier 2016 par les lignes  17 56.